# Bács (comitat)
Bács (hongrois : Bács ou Bács vármegye ; latin : Comitatus Bacsensis ; serbe : Bačko županija) est un ancien comitat du royaume de Hongrie, créé lors de la fondation de l'État hongrois et ayant perduré jusqu'au XVe siècle avant de fusionner avec le comitat de Bodrog pour former le comitat de Bács-Bodrog.